# نیژنی ساردیک
نیژنی ساردیک (انگلیسی: Nizhny Sardyk) یک شهرک در شهرستان تویمازینسکی استان باشقیرستان کشور روسیه است.